# Rehna
Rehna ist eine Landstadt im Landkreis Nordwestmecklenburg in Mecklenburg-Vorpommern (Deutschland). Sie ist Verwaltungssitz des gleichnamigen Amtes, dem neben Rehna zehn weitere Gemeinden angehören. Der Ort ist ein Grundzentrum.

## Geografie

### Geografische Lage
Die im Herzen des Landkreises gelegene Stadt Rehna ist von Lübeck, Schwerin und der Ostseeküste jeweils etwa 25 Kilometer entfernt. Sie liegt beidseitig des Flusses Radegast – die Altstadt mit dem ehemaligen Nonnenkloster am linken Ufer. Die Umgebung Rehnas ist recht hügelig, nahe dem nordöstlichen Ortsteil Othenstorf werden 83 m ü. NHN erreicht.
Die Stadt Rehna ist Teil der Metropolregion Hamburg.

### Stadtgliederung
Zur Stadt Rehna gehören folgende Ortsteile:
|                                    |                               |                                     |                                 |
| - Brützkow - Falkenhagen - Gletzow | - Löwitz - Nesow - Nesow Dorf | - Neu Vitense - Othenstorf - Parber | - Törber - Törberhals - Vitense |

## Geschichte

### Mittelalter

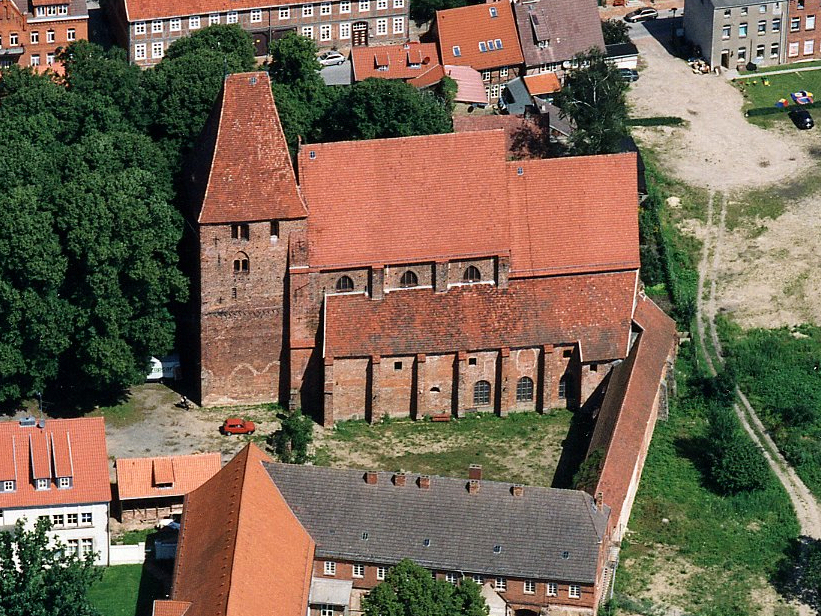
Kloster Rehna

Rehna wurde in der Mitte des 12. Jahrhunderts von Siedlern aus dem hessischen Rhena gegründet. Die erste Kirche Rehnas wird bereits 1230 im Ratzeburger Zehntregister erwähnt, das die damals zum Bistum Ratzeburg gehörenden Ortschaften geordnet nach Kirchspielen auflistet.
Am 26. Dezember 1237 bestätigte der Ratzeburger Bischof Ludolf I. feierlich das neue Kloster Rehna. Rehna gehörte jedoch nie zum Hochstift bzw. später zum Fürstentum Ratzeburg (Mecklenburg-Strelitz). Es war vielmehr eine Landstadt in Mecklenburg, die zum Mecklenburgischen Kreis gehörte. Rehna war, wie auch die übrigen mecklenburgischen Städte, bis 1918 auf den Landtagen vertreten, und zwar durch einen der beiden Landstände, die Landschaft, die ungeachtet ihres Namens nur die Städte repräsentierte, nicht die Landbevölkerung.
Der Ortsteil Löwitz  wurde um 1230 unter den Namen Lovetse und Lowitze erstmals erwähnt, Die Reste  der Burg Lovetze befinden sich noch im Gutspark.

### Neuzeit
Mindestens 20 Personen (18 Frauen, 2 Männer) gerieten zwischen 1595 und 1684 in Hexenprozesse, davon wurden wahrscheinlich 11 hingerichtet. 1668 wurde Ilse Klink, die Witwe des ehemaligen Bürgermeisters Hinrich Klink, verbrannt. Sie hatte erst nach mehrfacher Folter zu einem Geständnis gezwungen werden können. Als sie ihr Geständnis widerrief, wurde sie erneut der Folter unterworfen.
Nach Einführung der Reformation und Auflösung des Klosters war Rehna Leibgedinge der Witwen und unversorgten Töchter mecklenburgischer Herzöge sowie Sitz eines Amtmanns. 1734–1768 war das Amt Rehna im Pfandbesitz des Kurfürstentums Hannover. 1791 erhielt der Ort das Stadtrecht.
Von 1952 bis 1994 gehörte Rehna zum Kreis Gadebusch (bis 1990 im DDR-Bezirk Schwerin, von 1990 bis 1994 im Land Mecklenburg-Vorpommern). Seit der Kreisreform Mecklenburg-Vorpommern 1994 liegt die Stadt im Landkreis Nordwestmecklenburg.
Die Innenstadt und das Klostergebäude wurden im Rahmen der Städtebauförderung im Zeitraum von 1991 bis 2005 saniert, dafür wurden rund neun Millionen Euro Fördermittel bewilligt. Die Sanierung der Stadt ist inzwischen weitgehend abgeschlossen.

### Eingemeindungen
Am 1. Juli 1950 wurde Othenstorf nach Brützkow und Falkenhagen nach Löwitz eingemeindet; Brützkow wurde wiederum am 1. Juli 1973 nach Rehna eingemeindet. Seit dem 13. Juni 2004 gehört der Ort zu Rehna.
Am 25. Mai 2014 wurden Nesow und Vitense in die Stadt eingemeindet.

## Bevölkerung
| Jahr | Einwohner |
| ---- | --------- |
| 1990 | 2714      |
| 1995 | 2602      |
| 2000 | 2794      |
| 2005 | 3084      |
| 2010 | 2984      |
| 2015 | 3507      |

| Jahr | Einwohner |
| ---- | --------- |
| 2020 | 3592      |
| 2021 | 3598      |
| 2022 | 3605      |
| 2023 | 3638      |

Stand: 31. Dezember des jeweiligen Jahres
Der starke Anstieg der Einwohnerzahl 2005 ist auf die Eingemeindung von Brützkow im Jahr 2004 zurückzuführen, das beträchtliche Bevölkerungswachstum 2015 beruht auf der Eingliederung von Nesow und Vitense im Jahr 2014.

## Politik

### Stadtvertretung
Die Stadtvertretung von Rehna besteht aus 14 Mitgliedern. Die Kommunalwahl am 9. Juni 2024 führte bei einer Wahlbeteiligung von 67,1 % zu folgendem Ergebnis:
| Partei / Wählergruppe                  | Stimmenanteil 2019 | Sitze 2019 |  | Stimmenanteil 2024 | Sitze 2024 |
| -------------------------------------- | ------------------ | ---------- |  | ------------------ | ---------- |
| Alternative Wählergemeinschaft (AWG)   | 40,0 %             | 6          |  | 31,0 %             | 4          |
| Aktive Bürger für Rehna                | 20,0 %             | 3          |  | 30,2 %             | 4          |
| Aktiv für Rehna (AFR)                  | –                  | –          |  | 10,8 %             | 2          |
| CDU                                    | 10,1 %             | 1          |  | 10,6 %             | 2          |
| Freie Bürgergemeinschaft Rehna (FBG)   | 12,6 %             | 2          |  | 07,2 %             | 1          |
| Bürgerinitiative Löwitz (BILÖ)         | –                  | –          |  | 06,2 %             | 1          |
| Piraten                                | –                  | –          |  | 01,7 %             | –          |
| Einzelbewerber Mario Bengs             | –                  | –          |  | 01,6 %             | –          |
| Einzelbewerber Lenhard Wulff           | –                  | –          |  | 00,6 %             | –          |
| Unabhängige Wählergemeinschaft Vitense | 05,0 %             | 1          |  | –                  | –          |
| Wählergemeinschaft Löwitz              | 04,2 %             | 1          |  | –                  | –          |
| SPD                                    | 03,7 %             | –          |  | –                  | –          |
| Aktive Bürger für Nesow                | 02,5 %             | –          |  | –                  | –          |
| Einzelbewerber Alfred Böttcher         | 01,9 %             | –          |  | –                  | –          |
| Insgesamt                              | 100 %              | 14         |  | 100 %              | 14         |

### Bürgermeister
- 1950 bis 1952: Ernst Mecklenburg
- 2009–2024: Hans Jochen Oldenburg[13]
- seit 2024: Martin Reininghaus

Oldenburg wurde in der Bürgermeisterwahl am 26. Mai 2019 mit 53,6 % der gültigen Stimmen in seinem Amt bestätigt. In der Bürgermeisterwahl am 9. Juni 2024 wurde Martin Reininghaus mit 55,2 % der gültigen Stimmen für eine Amtszeit von fünf Jahren zu seinem Nachfolger gewählt.

### Wappen

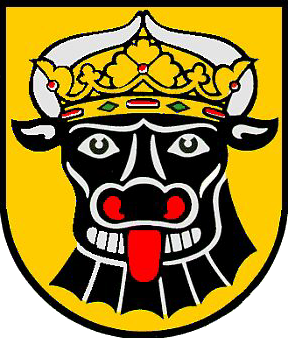
Wappen in der DDR

| Wappen der Stadt Rehna | Blasonierung: „In Gold ein hersehender, golden gekrönter schwarzer Stierkopf mit aufgerissenem roten Maul, silbernen Zähnen, ausgeschlagener roter Zunge, in sieben Spitzen abgerissenem Halsfell und silbernen Hörnern.“ |
| Wappen der Stadt Rehna | Wappenbegründung: Das Wappen ist in Anlehnung an Siegelbilder aus dem 17. und 18. Jh. und an eine einst in der Rehnaer Kirche angebrachte Wappendarstellung von 1792 gestaltet. Es zeigt den Stierkopf als das kleine landesherrliche Symbol des mecklenburgischen Herrscherhauses und erinnert damit an die Zugehörigkeit des Ortes zur Herrschaft, ab 1348 zum Herzogtum Mecklenburg und der späteren Stadt zum Herzogtum, ab 1815 Großherzogtum Mecklenburg-Schwerin. Das Wappen wurde am 10. April 1858 von Großherzog Friedrich Franz II. von Mecklenburg-Schwerin festgelegt, 1997 im Zuge der Flaggengenehmigung von dem Weimarer Michael Zapfe neu gezeichnet und unter der Nr. 125 der Wappenrolle des Landes Mecklenburg-Vorpommern registriert. |

Historisches Wappen
| Wappen der Stadt Rehna 1940–1945 | Blasonierung: „In Rot eine durchgehende silberne Lebensrune.“ |
| Wappen der Stadt Rehna 1940–1945 | Wappenbegründung: Das Wappen verlor schon bald nach dem Ende des II. Weltkrieges seine Gültigkeit. Das Wappen wurde von Hans Herbert Schweitzer gestaltet. Es wurde am 14. September 1940 durch den Reichsstatthalter in Mecklenburg verliehen. |

### Flagge
Die Flagge ist gleichmäßig längs gestreift von Gelb und Schwarz. In der Mitte des Flaggentuchs liegt, auf jeweils zwei Drittel der Höhe des gelben und des schwarzen Streifens übergreifend, das Stadtwappen. Die Länge des Flaggentuchs verhält sich zur Höhe wie 5:3.

### Dienstsiegel
Das Dienstsiegel zeigt das Stadtwappen mit der Umschrift „STADT REHNA • LANDKREIS NORDWESTMECKLENBURG“.

## Sehenswürdigkeiten

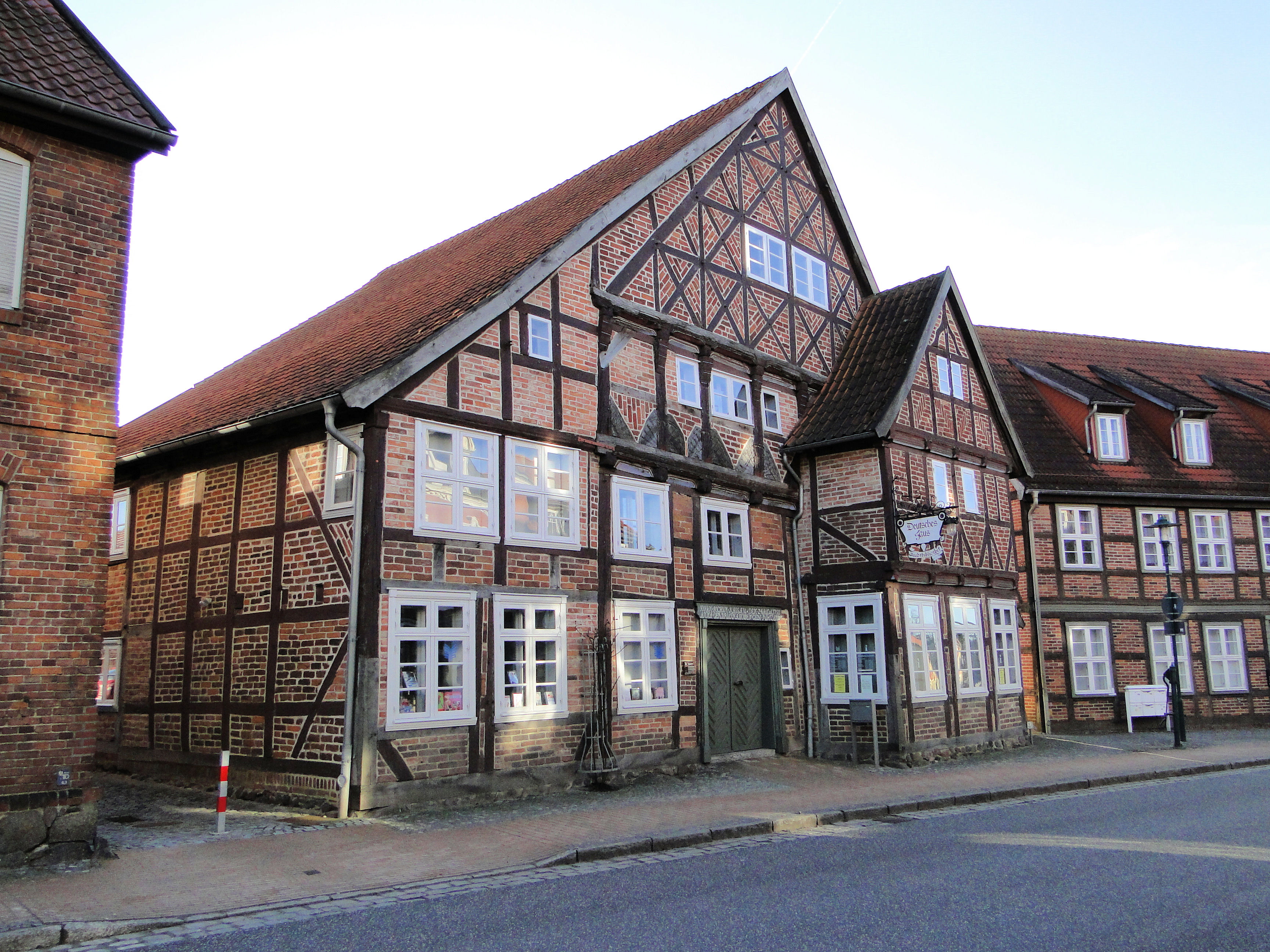
Deutsches Haus

### Bauwerke

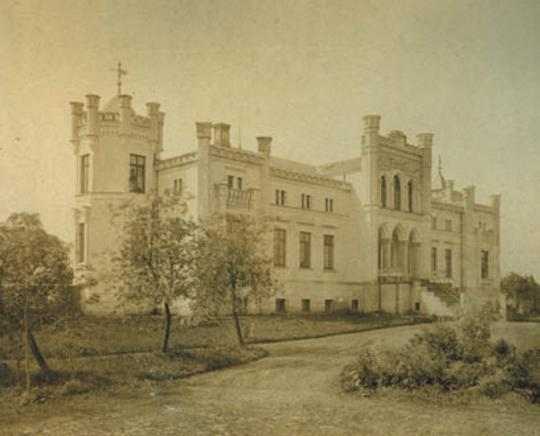
Gutshaus Löwitz um 1870

- Kloster Rehna, ehemaliges Benediktinerinnenkloster aus dem 13. Jahrhundert mit ursprünglich spätromanischer einschiffiger Backsteinkirche, die im 15. Jahrhundert beträchtlich verändert wurde sowie einem Arkadengang, dem ehemaligen Klostergebäude (heute Amtsgebäude) und dem Klostergarten.
- Altes Rathaus vom Ende des 17. Jahrhunderts, barockes, zweigeschossiges, geputztes, giebelständiges Fachwerkhaus auf Feldsteinsockel mit Mansarddach, rundem Giebel und Laternentürmchen.
- Deutsches Haus

Das Deutsche Haus zählt zu den ältesten Häusern der Klosterstadt Rehna. Auch wenn das Haus heute die ursprüngliche Größe nur noch erahnen lässt, ist doch beim genauen Betrachten der Ursprung zu erkennen. Der Gebindeabstand beträgt 1,8 bis 2 Meter und deutet noch auf eine Dacheindeckung aus Stroh hin. Das etwa vier Meter hohe Erdgeschoss nimmt die große Diele im hinteren Bereich auf.
Das Haus ist Herberge für den Martensmann. Dieser Brauch wird erstmals 1520 erwähnt. Alljährlich wird am Martinstag den Mecklenburger Fürsten eine Tonne (Fass) Wein gesandt, damit sie sich vertragen.

Heute wird das Deutsche Haus als Vereinshaus der Stadt benutzt und beherbergt die Stadtbibliothek Rehna.
- Gutshaus Löwitz

Das 1856 im neugotischen Stil errichtete Gutshaus war der erste Gutshaubau des erst 28-jährigen Schweriner Architekten Georg Daniel. Er hatte zu dieser Zeit sein zweites Bauexamen noch nicht abgelegt, benötigte aber Geld für seine erste Studienreise nach Wien. Daniel entwarf einen Putzbau in tudorgotischen Formen und wertete dabei das zweigeschossige Gutshaus besonders durch Turmanbauten, Zinnenkränze sowie Balkone und mit Ornamentik in Anlehnung an Schinkelsche Bauten, wie das Schloss Babelsberg, auf.
Das Gut Löwitz war u. a. im Besitz der Familien von Bülow (ab dem Mittelalter), von Pentz (ab 1803), Joachim Heinerich Koch und Erben (1855 bis 1919), von Soden und von Forstner (bis 1945).
Im Gutshaus waren nach 1945 ein Kindergarten, später ein Lehrlingswohnheim, ab 1972 die Werkküche der LPG und ein Kultur- und Versammlungsraum untergebracht. Es wurde nach der Wende Opfer von Vandalismus  und verfiel. Nach einem Besitzerwechsel findet seit 2023 eine Sanierung statt.

### Denkmale
- Großsteingrab Nesow, megalithische Grabanlage
- Denkmal zum 100. Jahrestag der Völkerschlacht (1913 errichtet)
- Denkmal für die Toten des Deutsch-Französischen Krieges 1870/71 (1872 errichtet)
- Denkmal 1914–1918 des Männerturnvereins
- Denkmal 1914–1918 mit riesigem Kreuz (1935 nach Entwurf von Werner Cords errichtet)
- Acht Gräber von Zwangsarbeitern für vier polnische Frauen und vier Männer, alle namentlich bekannt, die Opfer der Zwangsarbeit wurden, befinden sich auf dem Friedhof. Waren es anfänglich Holzkreuze, so erinnern seit 1986 Gedenksteine an diese Opfer unter den 3000 bis 4000 Männern und Frauen, überwiegend aus Polen, die im Amtsbereich von Rehna während des Zweiten Weltkrieges Zwangsarbeit auf Gütern und bei Gewerbetreibenden verrichten mussten.
- Gedenkstätte für den antifaschistischen Widerstand auf dem Friedhof aus dem Jahre 1949, erinnert u. a. an den kommunistischen Stadtverordneten Friedrich Dreyer, der zu den Opfern des Todesmarsches vom April 1945 gehört. In der Friedrich-Dreyer-Straße hängt eine Informationstafel für den ermordeten Kommunisten.

## Wirtschaft und Infrastruktur

### Ortsansässige Unternehmen
Die Awek Protech GmbH mit Sitz im Gewerbegebiet Am Kajatz produziert Kabelkonfektion und Systemtechnik für Automatisierungstechnik sowie Bauteile für Robotertechnik. Das Unternehmen ist seit 1990 dort ansässig und gehört zu den größten Arbeitgebern der Region.

### Verkehr

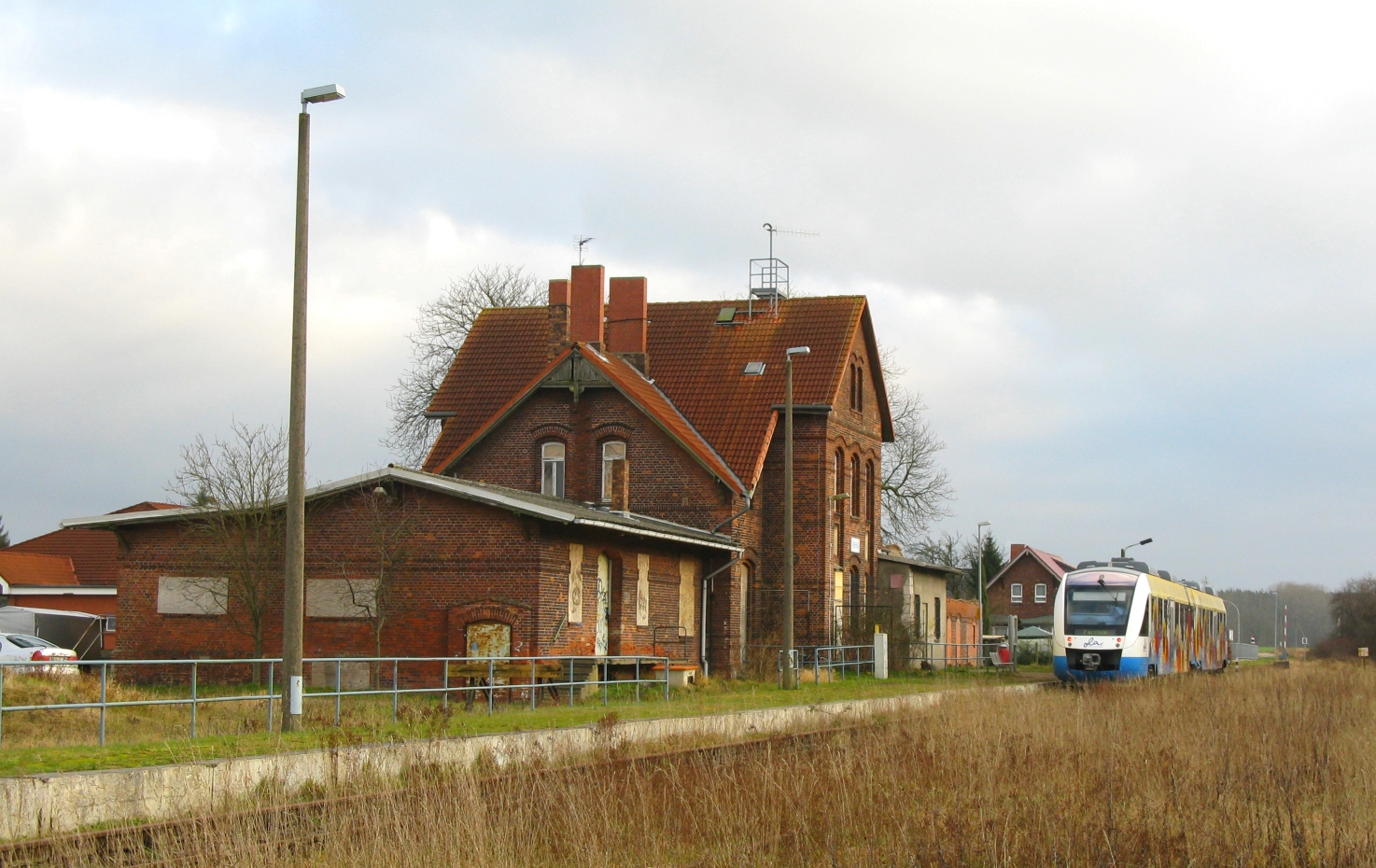
Bahnhof Rehna

Rehna liegt an der Bundesstraße B 104 zwischen Lübeck und Schwerin. Die Anschlussstelle Schönberg an der Autobahn A 20 ist etwa acht Kilometer entfernt.
Der Bahnhof Rehna liegt an der Bahnstrecke Schwerin–Rehna und wird von der Regionalbahnlinie RB 13 (Rehna–Schwerin–Parchim) bedient. Pläne, die Bahnstrecke über Rehna hinaus bis nach Schönberg an der Bahnstrecke Lübeck–Bad Kleinen zu verlängern, wurden noch bis in die 1940er Jahre verfolgt, aber bis auf ein paar Brückenbauwerke nie verwirklicht.

## Persönlichkeiten

### Söhne und Töchter der Stadt
- Ilse Klink († 1668), Witwe des ehemaligen Bürgermeisters Hinrich Klink, als Opfer der Hexenverfolgung verbrannt[6]
- Johann Niklas Bandelin (1741–1824), Dichter
- Johann Daniel Riedel (1786–1843), Apotheker und Unternehmer
- Peter Heinrich Lemke (1799–1882), katholischer Priester und Wegbereiter der Benediktiner in Nordamerika
- August von Bernstorff (1800–1869), Generalmajor und großherzoglich mecklenburgischer Oberstallmeister, in Othenstorf geboren
- Adolf von Bernstorff (1803–1872), mecklenburgischer Kammerrat, in Othenstorf geboren
- Wilhelm von Bernstorff (1806–1861), Staatsminister von Mecklenburg-Strelitz, in Othenstorf geboren
- Lewis Jacob Marcus (1809–1881), Rechtsanwalt, Ehrenbürger von Schwerin
- Amely Bölte (1811–1891), Schriftstellerin
- Friedrich Dreyer (1822–1902), Uhrmacher
- Ludwig Fromm (1824–1884), Historiker
- Georg Daniel (1829–1913), Baumeister
- Albert Schultz-Lupitz (1831–1899), Landwirt
- Gustav Kassbaum (1878–1929), Architekt
- Claus Felix von Amsberg (1890–1953), Schwiegervater von Königin Beatrix der Niederlande
- Wolfgang Rohner-Radegast (1920–2002), Schriftsteller
- Siegfried Stark (* 1955), Leichtathlet

### Mit Rehna verbundene Persönlichkeiten
- Heinrich von Dassow (nach 1300), Propst des Klosters Rehna
- Martin Stammer (1883–1966), Theologe, Rektor der Stadtschule
- Ernst Voß (1886–1936), Theologe, Rektor der Stadtschule
- Ernst Mecklenburg (* 1927), Politiker (DBD), Bürgermeister in Rehna
- Dirk Alvermann (1937–2013), Archivar in Rehna, Fotograf